# Fonte de Diana
A fonte de Diana é um monumento escultura situado no cruzamento da Grande Via das Cortes Catalãs com a rua de Roger de Llúria, ao distrito do Eixample de Barcelona. Criada em 1898 e instalada à sua localização em 1919, foi obra da escultor Venanci Vallmitjana i Barbany. Esta é uma obra inscrita como Bem Cultural de Interesse Local (BCIL) ao Inventário do Património Cultural Catalão com o código 08019/1446.

## História e descrição
Vallmitjana tinha recebido a encomenda de confecionar uma fonte escultura em 1913 para o cruzamento da Grande Via com a rua do Bruc, comanda para a que aproveitou uma estátua da deusa romana da caça Diana que tinha já feita de anos dantes, e que já tinha apresentado à IV Exposição de Belas Artes de Barcelona de 1898. Inicialmente, esta estátua apresentava à deusa nua, fato que não gostava ao conselho conservador presidido pelo prefeito Joaquim Sagnier e Villavecchia, pelo que o escultor teve de modificar a sua obra e acrescentar uma túnica que cobria o corpo de Diana. Outra mudança sobre a obra foi a localização, que se moveu da rua Bruc ao de Roger de Llúria, onde em 1919 se construiu o Hotel Ritz, o autor do qual, Eduard Ferrés, ganhou naquele ano o prémio de arquitetura outorgado pela Prefeitura. A fonte inaugurou-se a 12 de dezembro de 1919.
A fonte encontrava-se inicialmente no meio de um amplo lote entre as duas ruas, o qual foi recortado na década de 1950 para favorecer o trânsito. Atualmente a fonte levanta-se sobre uma pequena rotunda com base do jardim rocalla, sobre o que se alça um pedestal com duas bases —um quadrado e outro circular— decorado com grandes peixes aos seus quatro lados. Sobre este se encontra a figura de Diana, sentada em posição expectativa com o arco à mão, à busca de alguma presa, como corresponde à deusa caçadora. Além do arco só traz uma pequena lua ao chefe. O momento escolhido é ao tempo de quietude e ação, já que é o momento prévio a pôr-se em marcha, o que denota uma tensão que faz patente a influência de Michelangelo, especialmente na configuração de braços e pernas, situados num certo contrapposto. Igualmente, a expressão facial também denota a influxo bem disposto, já que mediante a tensão do chefe e a bastante dos olhos consegue mostrar a alma da figura, de forma semelhante ao David do génio florenti, feito pelo que poder-se-ia afirmar que esta é uma das obras mais conseguidas de Vallmitjana.[3]
A fonte foi restaurada o 1987, e foi reinaugurada pelo prefeito Pasqual Maragall em 16 de novembro daquele ano.